# Benvindo Sequeira
Bemvindo Pereira de Sequeira (ur. 27 lipca 1947 w Carangola w stanie Minas Gerais) – brazylijski aktor teatralny, filmowy i telewizyjny.

## Wybrana filmografia
- 1989: Tieta - Bafo de Bode (Rede Globo)
- 1991: Felicidade - Delegado Noronha (Rede Globo)
- 1992: Anos Rebeldes - Xavier (Rede Globo)
- 1993: Escolinha do Professor Raimundo - Brasilino Roxo
- 1994: 74.5: Uma onda no ar - Daniel (Rede Manchete)
- 1995: Tocaia Grande - Lupicínio (Rede Manchete)
- 1997: Mandacaru - Zebedeu (Rede Manchete)
- 2003: Kubanacan (Rede Globo)
- 2006: Cidadão Brasileiro - Alfredo Dias (Rede Record)
- 2006: Tecendo o Saber- Seu  Celestino (Rede Globo)
- 2007: Luz do Sol - Juarez Macedo (Rede Record)
- 2009: Bela, a Feia - Clemente Palhares
- 2009: Poder Paralelo - Vitor Danesi
- 2012: Máscaras -  Novais
- 2013: Dona Xepa - Dorivaldo
- 2013: Uma Noite de Arrepiar - Macedônio Paranhos
- 2013: Pecado Mortal - Tufik Abdala
- 2014: Cuda Jezusa (Milagres de Jesus) – Emaré
- 2015: Dziesięć Przykazań (Os Dez Mandamentos) – Baruch